# سونالی
سونالی (قزاقی: Соналы) یک رود در استان قراغندی کشور قزاقستان است.